# Lista de prefeitos de Sanclerlândia
Esta é a lista de prefeitos do município de Sanclerlândia, estado brasileiro de Goiás.
| Nº | Nome                                                                                    | Imagem | Partido                                          | Votos                 | Início do mandato      | Fim do mandato                          | Observações                                                         |
| 1  | Onilto Lagares de Faria                                                                 |        | Partido do Movimento Democrático Brasileiro PMDB | n/c                   | 1° de janeiro de 1983  | 31 de dezembro de 1988                  | Prefeito eleito em sufrágio universal                               |
| 2  | Divino Rodrigues de Mendonça (Carmo do Paranaíba, 05.05.1944–)                          |        | n/c                                              | n/c                   | 1° de janeiro de 1989  | 31 de dezembro de 1992                  | Prefeito eleito em sufrágio universal                               |
| 3  | Eubsair Diniz Linhares (Mossâmedes, 15.11.1948– Sanclerlândia, 21.04.2017)              |        | n/c                                              | n/c                   | 1° de janeiro de 1993  | 31 de dezembro de 1996                  | Prefeito eleito em sufrágio universal                               |
| 4  | João Martins de Oliveira Primo (Mossâmedes, 22.07.1952–)                                |        | Partido do Movimento Democrático Brasileiro PMDB | 2 950                 | 1° de janeiro de 1997  | 31 de dezembro de 2000                  | Prefeito eleito em sufrágio universal                               |
| 5  | Itamar Leão do Amaral (Goiás, 29.01.1962–)                                              |        | Partido da Social Democracia Brasileira PSDB     | 2 492                 | 1° de janeiro de 2001  | 31 de dezembro de 2004                  | Prefeito eleito em sufrágio universal                               |
| 5  | Itamar Leão do Amaral (Goiás, 29.01.1962–)                                              | 2 694  | Partido da Social Democracia Brasileira PSDB     | 1° de janeiro de 2005 | 31 de dezembro de 2008 | Prefeito reeleito em sufrágio universal |                                                                     |
| 6  | Carlos Magalhães dos Santos (São Luís de Montes Belos, 04.11.1970– Goiânia, 01.09.2009) |        | Partido do Movimento Democrático Brasileiro PMDB | 3 177                 | 1° de janeiro de 2009  | 31 de agosto de 2009                    | Prefeito eleito em sufrágio universal                               |
| 7  | Walkler Rodrigues Soares (Goiás, 01.08.1972–)                                           |        | Partido Social Democrático PSD                   | —                     | 1° de setembro de 2009 | 31 de dezembro de 2012                  | Vice-prefeito eleito, assumiu como prefeito após a morte do titular |
| 7  | Walkler Rodrigues Soares (Goiás, 01.08.1972–)                                           | 3 263  | Partido Social Democrático PSD                   | 1° de janeiro de 2013 | 31 de dezembro de 2016 | Prefeito reeleito em sufrágio universal |                                                                     |
| 8  | Itamar Leão do Amaral (Goiás, 29.01.1962–)                                              |        | Partido da Social Democracia Brasileira PSDB     | 3 923                 | 1° de janeiro de 2017  | 31 de dezembro de 2020                  | Prefeito eleito em sufrágio universal                               |
| 8  | Itamar Leão do Amaral (Goiás, 29.01.1962–)                                              | 3 299  | Partido da Social Democracia Brasileira PSDB     | 1° de janeiro de 2021 | 31 de dezembro de 2024 | Prefeito reeleito em sufrágio universal |                                                                     |
| 9  | José Lagares da Cruz, Zé Gordo (Sanclerlândia, 18.06.1969–)                             |        | Partido da Social Democracia Brasileira PSDB     | 3 449                 | 1° de janeiro de 2025  | 31 de dezembro de 2028                  | Prefeito eleito em sufrágio universal                               |

- n/c: não consta